# خیابان تهران (سئول)

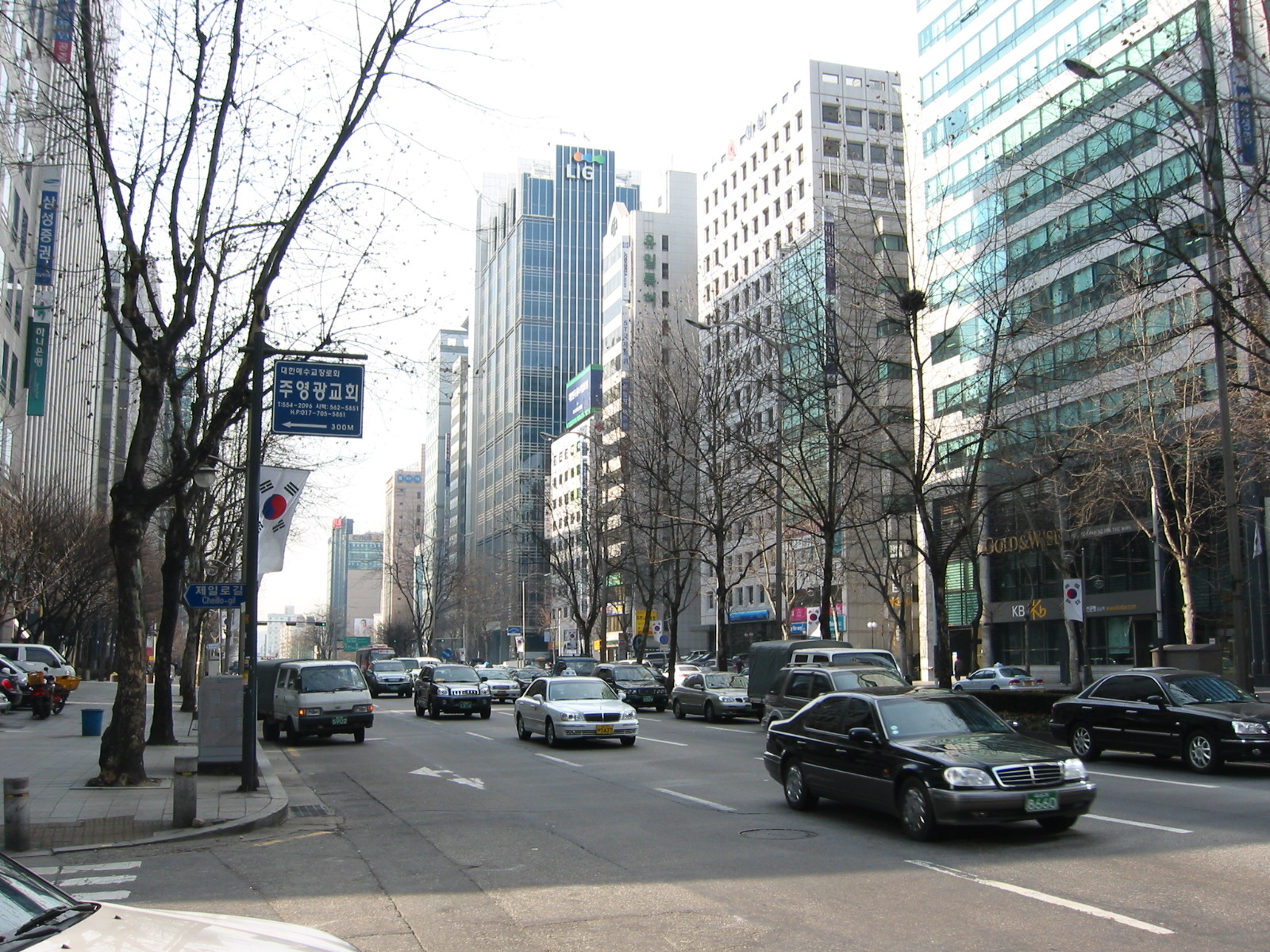
خیابان تهران

خیابان تهران (به زبان کره‌ای: 테헤란로 (تلفظ: تهران‌نُ)، یک خیابان در منطقه گانگنام شهر سئول کره جنوبی است. شرکت‌های سامسونگ و هینیکس و بیگ هیت میوزیک در این خیابان قرار دارند. گرانترین و بلندترین سازهٔ این خیابان دولت کلان‌شهری سئول (Seoul Metropolitan Government) نام دارد که قیمت آن ۲۰۰٬۰۰۰٬۰۰۰٬۰۰۰ ون (۲۰۰٬۰۰۰٬۰۰۰ دلار) برآورد می‌شود.
پیش از انقلاب به دنبال مسافرت شهردار وقت تهران غلامرضا نیک‌پی به سئول در سال ۱۳۵۶ در جهت همکاری میان دو کشور سنگ بنای دو خیابان بزرگ در پایتخت دو کشور گذاشته شد. خیابانی در تهران به نام خیابان سئول و خیابانی در سئول به نام خیابان تهران نام‌گذاری شد.

## نام‌گذاری

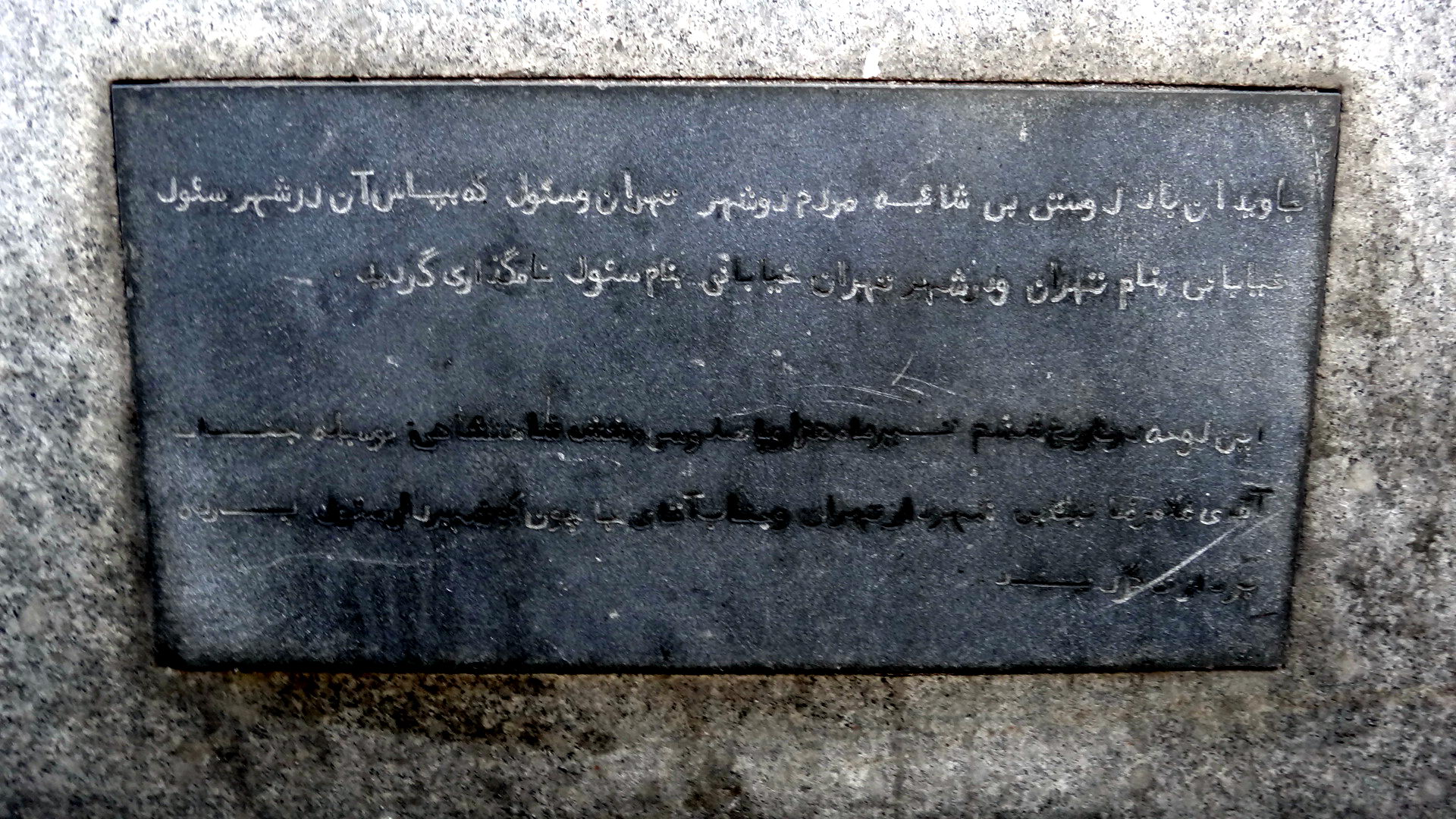
لوح یاد بود خیابان تهران در سئول

در سال ۱۹۷۶، دولت سئول و حومه پیشنهاد کرد که شهر سئول و تهران، خیابان‌هایی را به مناسبت سفر شهردار وقت تهران غلامرضا نیک‌پی به کره نام‌گذاری کنند. یک سال بعد، خیابانی که قبلاً به نام سامنئونگنو (Samneungno) خوانده می‌شد و در منطقه‌ای نسبتاً توسعه نیافته که به تازگی ضمیمه سئول (در ۱۹۶۳) شده بود به خیابان تهران تغییر نام داد.
در سال‌های بعد، منطقه گنگنم گو با رشد فوق‌العاده سریع و امواج ساخت و ساز فراوان رو برو گردید که حتی تا به امروز نیز ادامه دارد و تبدیل به یکی از پر رفت‌وآمدترین خیابان‌ها در کره جنوبی شده‌است.
نام‌گذاری خیابان سئول در تهران نیز در همان سال اجرا شد که در شمال آن شهر و در نزدیکی منطقه اوین قرار گرفته‌است.

## لوح یادبود
در لوح یادبود نامگذاری این خیابان چنین آمده‌است:
جاویدان باد دوستی بی شائبه مردم دو شهر تهران و سئول که به پاس آن در شهر سئول خیابانی به نام تهران و در شهر تهران خیابانی به نام سئول نامگذاری گردید.
این لوحه در تاریخ ششم تیر ماه (دو) هزار و پانصد و سی و شش شاهنشاهی به وسیلهٔ جناب آقای غلامرضا نیک‌پی شهردار تهران و جناب آقای «کو چا چان» شهردار سئول پرده برداری گردید.

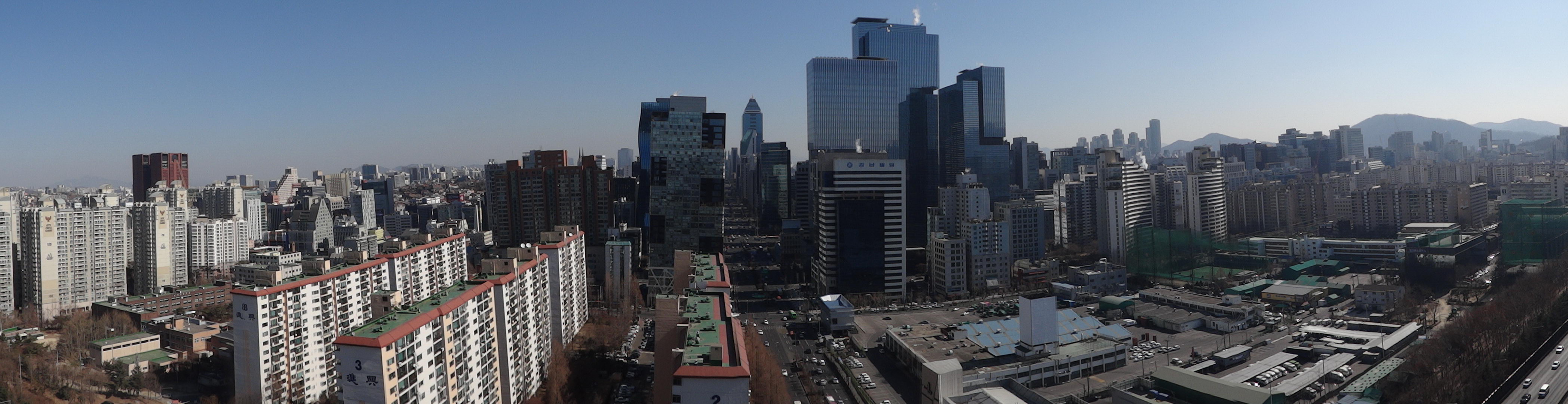
نمای سراسرنما از منطقه گنگ نام و خیابان تهران در شهر سئول کره جنوبی

## نگارخانه

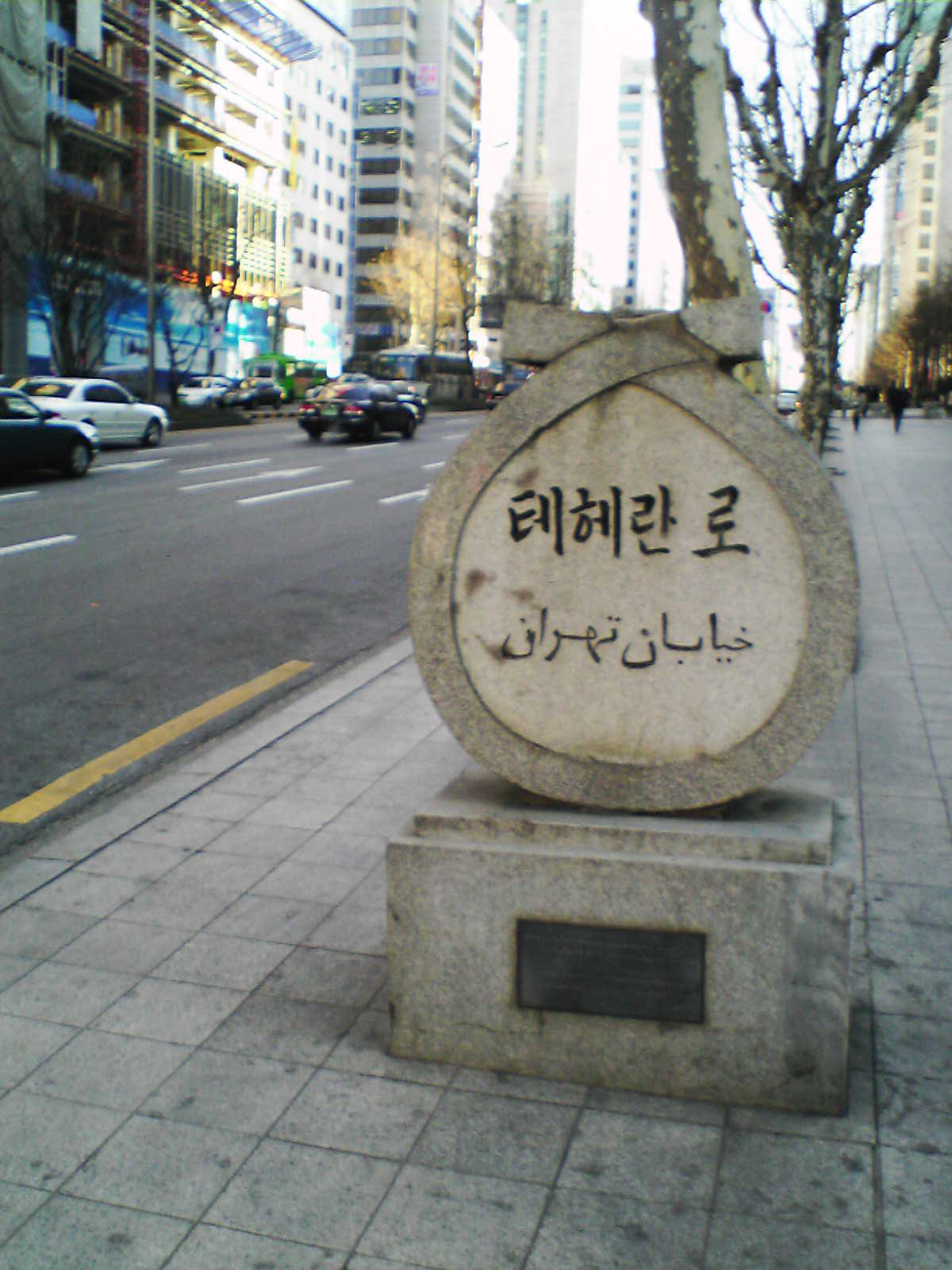
نام خیابان
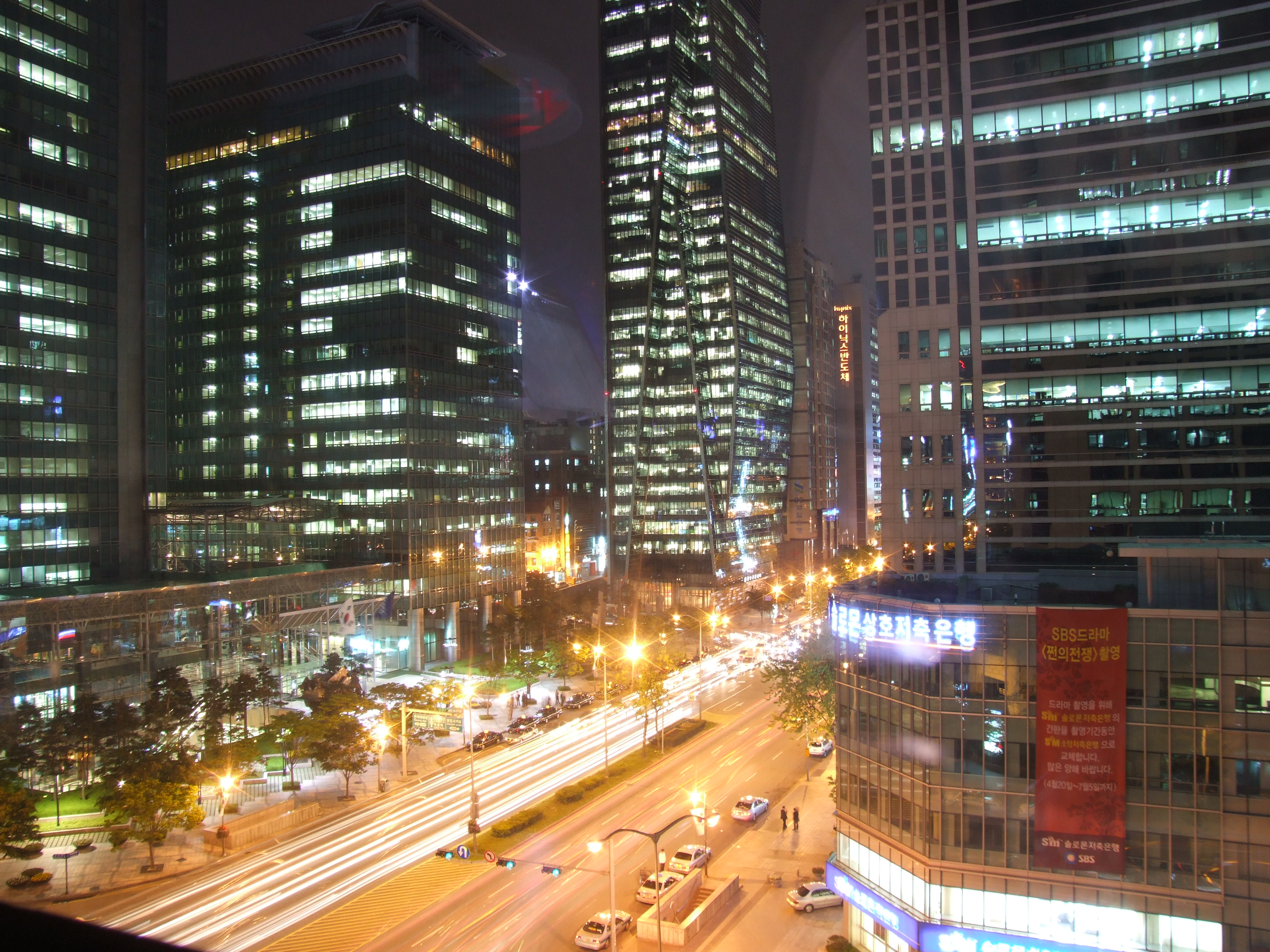
تقاطع پوسکو
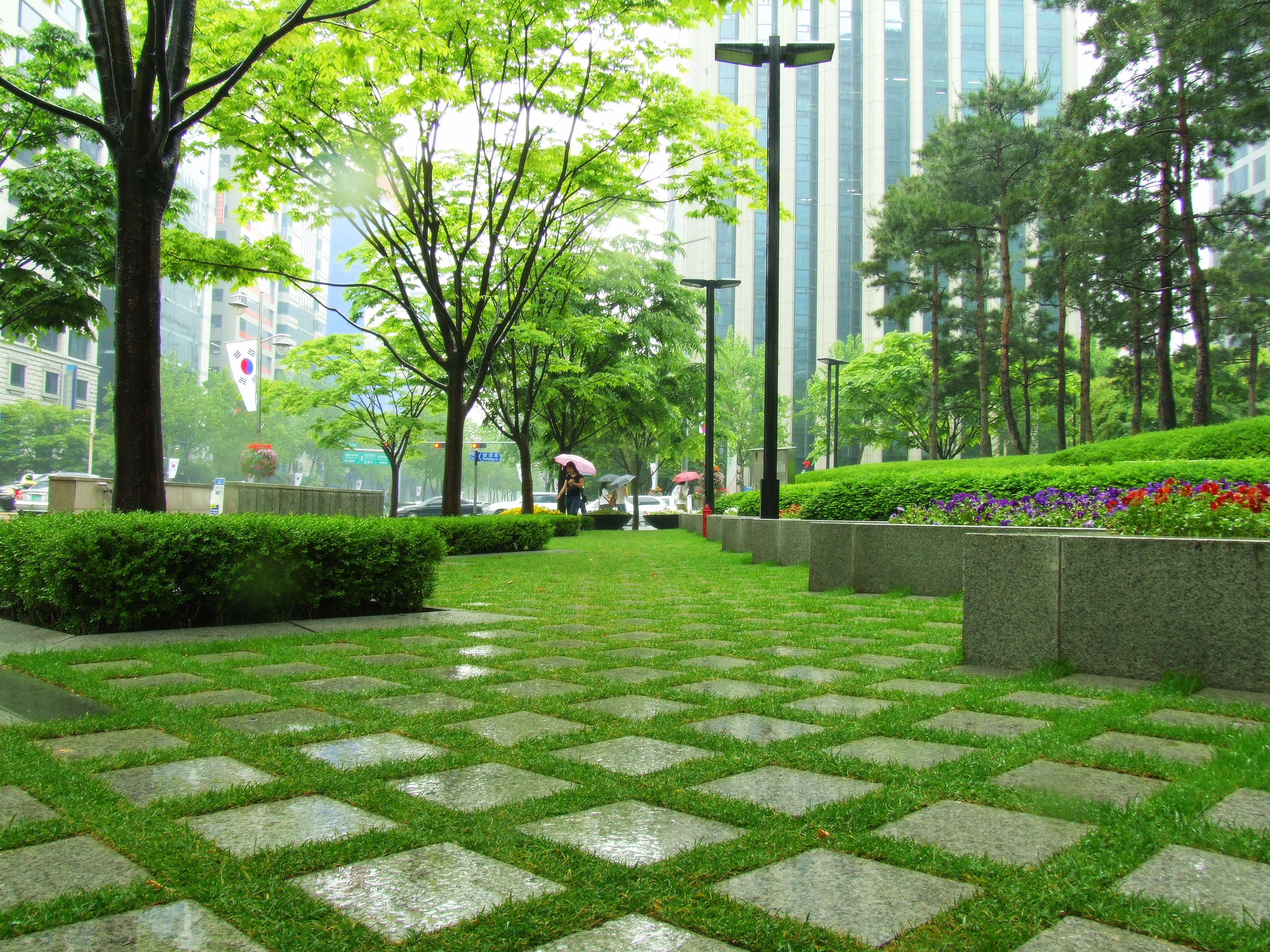
کوچه‌ای در جلوی ساختمان پوسکو
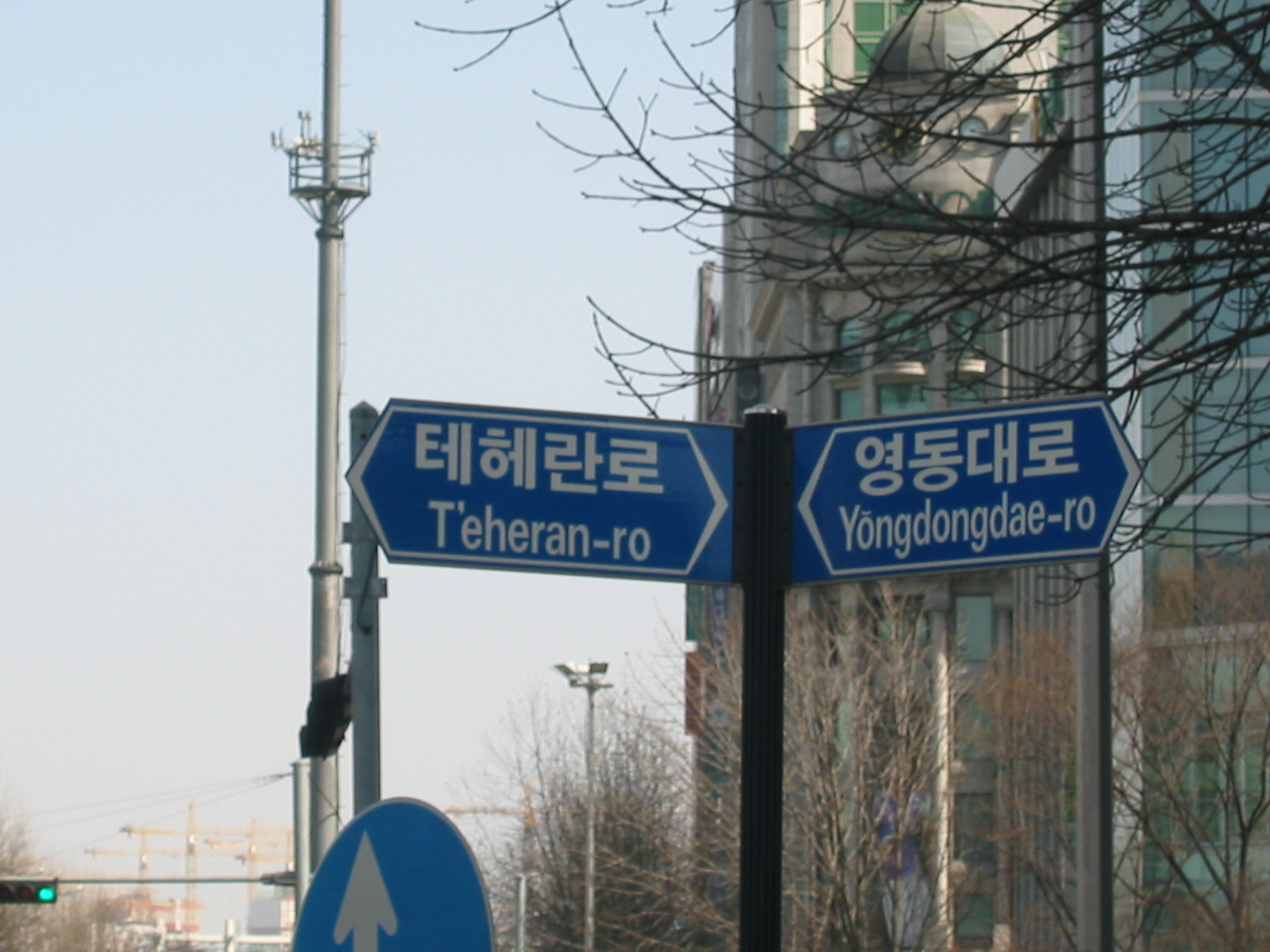
تابلوی تقاطع کوئکس-کی‌دبلیوتی‌سی